# Nährenmühle
Nährenmühle (auch Nähersmühle, Krämersmühle, Adresse Mühlenweg 2, früher Hausnummer 135) ist eine ehemalige Getreidemühle im unterfränkischen Mainbernheim. Sie liegt am Sickersbach im Osten der Stadt und war zeitweise ein eigenständiger Ortsteil von Mainbernheim. 

## Geschichte
Ein Müller der Nährenmühle wurde im Jahr 1594 erstmals urkundlich erwähnt. Die Mühle wurde als Lehen der Stadt Iphofen, die etwa 2,7 in östlicher Richtung entfernt liegt, an verschiedene Müller vergeben. Die Müller lagerten den Betrieb ihrerseits an sogenannte Pachtmüller aus, die ebenfalls namentlich bekannt sind. Erster bekannter Inhaber des Lehens ist 1594 Lorenz Lamprecht. Ihm folgt Georg Ludwig Geyer im Jahr 1611 und Martin Schüll 1612. Im Jahr 1633 hatte Michael Langer aus Equarhofen die Nährenmühle inne.
In den Quellen sind in den folgenden Jahren lediglich Pachtmüller überliefert: Georg Arnold 1677, Jeremias Brand 1701, Johann Michael Schneider 1716 und Johann Wilhelm Schneider 1730. Gleichzeitig übergab Iphofen das Lehen im Jahr 1705 zunächst an Christoph Ludwig Behm und dann Stefan Steinacher. Johann Kaspar Schaffner saß 1760 in der Nährenmühle. Obwohl die Anlage als Kundenmühle für Mainbernheim, Michelfeld und Rödelsee betrieben wurde, reichte der durch sie erwirtschaftete Gewinn nicht aus. Die Müller betrieben nebenbei Landwirtschaft.
Zusätzlich entstanden ganze „Müllersdynastien“, die teilweise mehrere Betriebe besaßen, um genug Gewinn zu erwirtschaften. Im Jahr 1770 betrieb Jakob Hautsch die Kettenmühle, der zugleich Müller in der Schwarzenmühle bei Detwang war. Ihm gelang es nach der Ablösung der Feudalherrschaft nach der Säkularisation 1803 zum echten Eigentümer der Mühle aufzusteigen. Schließlich vererbte er die Mühle sogar an seinen Sohn Johann Michael Hautsch, der noch 1807 hier arbeitete.
Im Jahr 1850 war Leonhard Güntzler Eigentümer der Nährenmühle, 1864 wurde die Mühle von Johann Sebastian Löblein aus Etwashausen betrieben. Zehn Jahre später, 1874, war Johann Christoph Meyer aus Steinbach bei Rothenburg Inhaber der Mühle. 1908 saß hier Konrad Krämer aus Krautostheim. Ehe schließlich Philipp Beck ab 1940 in der Anlage lebte. Der Mühlenbetrieb war bereits im Jahr 1932 eingestellt worden und der Betrieb wurde in einen Bauernhof umgewandelt. Von den Gebäuden der Mühle haben sich heute keine Überreste mehr erhalten.

## Ortsteil
Im Jahr 1875 wurde die Nährenmühle als Einöde in der Gemarkung von Mainbernheim bezeichnet. Der Ortsteil bestand aus drei Gebäuden und war der Poststation, Pfarrei und Schule Mainbernheim zugeordnet. Letztmals wird die Mühle im Jahr 1888 als Ortsteil aufgeführt.
| Jahr | Einwohner | Jahr | Einwohner | Jahr | Einwohner |
| ---- | --------- | ---- | --------- | ---- | --------- |
| 1867 | 5         | 1875 | 8         | 1888 | 4         |